# Joachim Gürtner
Joachim Gürtner (* vor 1935) ist ein deutscher Hörspielregisseur.

## Leben
1953 und 1954 führte er bei den ersten beiden Produktionen des neu gegründeten Berliner Kabaretts Die Distel Regie. 1955 war er in der Melodie des Friedrichstadt-Palastes Gründungsmitglied des Palast-Brettl, einem Kabarett, dessen künstlerischer Leiter er war und wo er ebenfalls Regie führte. Ab den 1960er-Jahren war er als Hörspielregisseur tätig. In Erinnerung ist er den DDR-Rundfunkhörern mit der real-sozialistischen Hörspielserie Neumann, zweimal klingeln, die von 1967 bis 1981 allwöchentlich in 678 Folgen auf Radio DDR I gesendet wurde.
Joachim Gürtner übernahm auch hin und wieder Schauspielrollen im Film und Fernsehen.

## Filmografie
- 1960: Der Tote und sein General (Fernsehfilm)
- 1961: Das Mädchen Rahel (Fernsehfilm)
- 1962: Fahndungssache V (Fernsehspiel)
- 1965: Der Frühling braucht Zeit
- 1990: Klein, aber Charlotte (Fernsehserie; Folge 4)

## Theater
- 1953: Autorenkollektiv: Hurra! Humor ist eingeplant – Regie (Kabarett-Theater Distel Berlin)
- 1954: Autorenkollektiv: Mensch, fahr richtig! – Regie (Kabarett-Theater Distel Berlin)
- 1955: Autorenkollektiv: Aller Unfug ist schwer – Regie (Palast-Brettl Berlin)
- 1955: Autorenkollektiv: Berlin im Hemd – Regie (Palast-Brettl Berlin)
- 1955: Autorenkollektiv: Der Brettlstudent – Regie (Palast-Brettl Berlin)
- 1957: Autorenkollektiv: Wenn die kleinen Kinder schlafen – Regie mit Erich Brehm (Kabarett-Theater Distel Berlin)

## Hörspiele
- 1965: John Mortimer: Das Pflichtmandat (Hörspiel – Rundfunk der DDR)
- 1968: Horst Girra: Brennpunkt Autowolf (Kriminalhörspiel aus der Reihe Spuren, Teil 6 – Rundfunk der DDR)
- 1968: Joachim Witte: Die Geburtshelfer (Hörspielreihe: Neumann, zweimal klingeln – Rundfunk der DDR)
- 1968: Ulrich Waldner: Der vergessene Hochzeitstag (Hörspielreihe: Neumann, zweimal klingeln – Rundfunk der DDR)
- 1968: Peter Brock: Der verwettete Hund (Hörspielreihe: Neumann, zweimal klingeln – Rundfunk der DDR)
- 1968: Gerhard Jäckel: Oma und die Untermieter  (Hörspielreihe: Neumann, zweimal klingeln – Rundfunk der DDR)
- 1968: Eberhard Richter: Ohne Vater geht es nicht (Hörspielreihe: Neumann, zweimal klingeln – Rundfunk der DDR)
- 1968: Brigitte Tenzler: Eine kleine Nachtmusik (Hörspielreihe: Neumann, zweimal klingeln – Rundfunk der DDR)
- 1969: Edith Leonhardt: Die Feierabendbrigade (Hörspielreihe: Neumann, zweimal klingeln – Rundfunk der DDR)
- 1969: Werner Jahn: Die Fahrt ins Blaue (Hörspielreihe: Neumann, zweimal klingeln – Rundfunk der DDR)
- 1970: Arne Leonhardt: Charme und Elektronik (Hörspielreihe: Neumann, zweimal klingeln – Rundfunk der DDR)
- 1970: Gottfried Teichmann: Brigadehochzeit (Hörspielreihe: Neumann, zweimal klingeln – Rundfunk der DDR)
- 1970: Hansgeorg Meyer: Familienperspektive (Hörspielreihe: Neumann, zweimal klingeln – Rundfunk der DDR)
- 1973: Wilhelm Hampel: Zwecks Freizeitsgestaltung (Hörspielreihe: Neumann, zweimal klingeln – Rundfunk der DDR)
- 1974: Albert Plau: Villa Klamé (Hörspielreihe: Neumann, zweimal klingeln – Rundfunk der DDR)
- 1976: Tom Wittgen: Die Idee von nebenan (Hörspielreihe: Neumann, zweimal klingeln – Rundfunk der DDR)
- 1977: Sabine Fischer: Eine seltsame Kiste (Hörspielreihe: Neumann, zweimal klingeln – Rundfunk der DDR)
- 1977: Barbara Neuhaus: Die arme Traudel (Hörspielreihe: Neumann, zweimal klingeln – Rundfunk der DDR)
- 1977: Horst Ulrich Wendler: Familienanschluss (Hörspielreihe: Neumann, zweimal klingeln – Rundfunk der DDR)
- 1977: Anne Matausch: Kennen Sie Weißborn (Hörspielreihe: Neumann, zweimal klingeln – Rundfunk der DDR)
- 1978: Brigitte Gotthardt: Reiseabenteuer (Hörspielreihe: Neumann, zweimal klingeln – Rundfunk der DDR)
- 1979: Wolfgang Stemmler: Nichtraucher in zehn Tagen (Hörspielreihe: Neumann, zweimal klingeln – Rundfunk der DDR)
- 1980: Ursula Damm-Wendler: Der Schmalfilm (Hörspielreihe: Neumann, zweimal klingeln – Rundfunk der DDR)
- 1981: Reinhard Griebner: Schlachtenbummler (Hörspielreihe: Neumann, zweimal klingeln – Rundfunk der DDR)
- 1984: Wilhelm Hampel: Die Karriere (Kurzhörspiel aus der Reihe Waldstraße 7 – Rundfunk der DDR)
- 1984: Erwin Ziemer: Vatersorgen (Kurzhörspiel aus der Reihe Waldstraße 7 – Rundfunk der DDR)
- 1986: Peter Gauglitz: Chesterfield (Hörfolge um den Kriminalanwärter Marzahn – Rundfunk der DDR)